# Синоп (Бразилия)
Синоп (порт. Sinop) — муниципалитет в Бразилии, входит в штат Мату-Гросу. Составная часть мезорегиона Север штата Мату-Гроссу. Входит в экономико-статистический микрорегион Синоп. Население составляет 105 762 человека на 2007 год. Занимает площадь 3194,339 км². Плотность населения — 33,11 чел./км².

## История
Город основан 14 сентября 1974 года. 

## Статистика
- Валовой внутренний продукт на 2004 год составляет 810 137 000,00 реалов (данные: Бразильский институт географии и статистики).
- Валовой внутренний продукт на душу населения на 2004 год составляет 8553,00 реала (данные: Бразильский институт географии и статистики).
- Индекс развития человеческого потенциала на 2000 год составляет 0,807 (данные: Программа развития ООН).

## География
Климат местности: тропический.